# ساموئل مک‌کین
ساموئل مک‌کین (به انگلیسی: Samuel McKean) سناتور سابق عضو حزب دموکرات ایالات متحده آمریکا بود. وی در سال ۱۸۳۳ تا ۱۸۳۹ میلادی سناتور ایالت پنسیلوانیا در سنای ایالات متحده آمریکا بود.